# 京都社会保険事務局
京都社会保険事務局（きょうとしゃかいほけんじむきょく）は、京都府京都市下京区にあった社会保険庁の地方支分部局で、京都府を管轄していた。

## 管内社会保険事務所等
- 京都社会保険事務局舞鶴社会保険事務所(舞鶴社会保険事務所)
- 上京社会保険事務所
- 中京社会保険事務所
- 下京社会保険事務所(京都社会保険事務局下京社会保険事務室)
- 京都南社会保険事務所
- 京都西社会保険事務所
  - 来訪相談専門センター
    - 宇治年金相談センター